# Fort Sint-Catharina
Fort Sint-Catharina was een fort op ongeveer 1 km ten zuidoosten van Zuiddorpe.
Het fort werd in 1634 aangelegd door de Spaansgezinden en maakte deel uit van de Linie van Communicatie tussen Hulst en Sas van Gent. Het lag aan de westoever van het Moerspui. In 1645 viel het fort, evenals het 1,5 km meer naar het zuidoosten gelegen Fort Moerspui, in Staatse handen.
Tegenwoordig is van het fort niets meer in het landschap terug te vinden. Het fort lag in de buurt van de meest oostelijke uitloper van de Sint-Elooiskreek.